# Nuit de terreur
Ne doit pas être confondu avec Nuits de terreur ou Nuit de la Terreur.
Pour plus de détails, voir Fiche technique et Distribution.
Nuit de terreur (The Night Holds Terror) est un film américain réalisé par Andrew L. Stone, sorti en 1955.

## Synopsis
Trois criminels en cavale trouvent refuge chez une famille paisible et la prennent en otage.

## Fiche technique
- Titre : Nuit de terreur
- Titre original : The Night Holds Terror
- Réalisation : Andrew L. Stone
- Scénario : Andrew L. Stone
- Production : Andrew L. Stone
- Société de production : Columbia Pictures
- Musique : Lucien Cailliet
- Photographie : Fred Jackman Jr.
- Montage : Virginia L. Stone
- Pays de production : États-Unis
- Format : Noir et blanc - 1,37:1 - Mono - 35 mm
- Genre : Drame, thriller
- Durée : 86 minutes
- Date de sortie : 13 juillet 1955

## Distribution
- Jack Kelly : Gene Courtier
- Hildy Parks : Doris Courtier
- Vince Edwards : Victor Gosset
- John Cassavetes : Robert Batsford
- David Cross : Luther Logan
- Eddie Marr : Capitaine Cole
- Jack Kruschen : Detective Pope
- Joyce McCluskey : Phyllis Harrison
- Jonathan Hale : Bob Henderson
- Barney Phillips : Stranske
- Roy Neal : Présentateur du journal télévisé
- Joel Marston : Reporter
- Guy Kingsford : Technicien de la police

## Autour du film
- Le fait divers à l'origine du film a aussi été porté à l'écran, la même année, dans La Maison des otages de William Wyler avec Humphrey Bogart.